# Gunrod
Gunrod o Gunrød (lingua norrena: Guðrǫðr; lingua spagnola: Gunderedo) (... – 970) condottiero vichingo che conquistò la Galizia.
Gunrod era un vichingo signore della guerra originario della Norvegia, designato come "Re del mare" (Sækonungr), forse cugino o fratello di Harald II di Norvegia. Sul finire degli anni sessanta del 900 Gunrod lanciò, partendo dalle basi permanenti nella Loira, delle brutali incursioni lungo la costa cantabrica. Nel 968, con una forza di cento navi, si stabilì in Galizia per un anno intero. Nel marzo del 968 Gunrod raggiunse le porte di Compostela; il vescovo Sisnando Menéndez guidava la difesa della diocesi. Il 29 marzo 968, nella battaglia di Fornelos i vichinghi di Gunrod sconfissero la resistenza galiziana e uccisero il vescovo, entrando nella città senza resistenza. Nel 970 gli uomini di Gunrod furono attaccati dal conte galiziano di discendenza visigota Gonzalo Sánchez. I galiziani sconfissero i vichinghi in una sanguinosa battaglia; Gunrod fu catturato e successivamente giustiziato insieme ai suoi uomini.